# 天主教浦那教區
天主教浦那教區（拉丁語：Dioecesis Poonensis）是羅馬天主教的一個教區，位於印度西部，包括馬哈拉施特拉邦西南部浦那專區共五縣，面積49,687平方公里。受孟買總教區管轄。
1854年3月8日設宗座代牧區，1886年9月1日升為教區。現任主教為多默‧達布雷。2005年有26個堂區、64,234教友、75名司鐸。